# جو دوسر

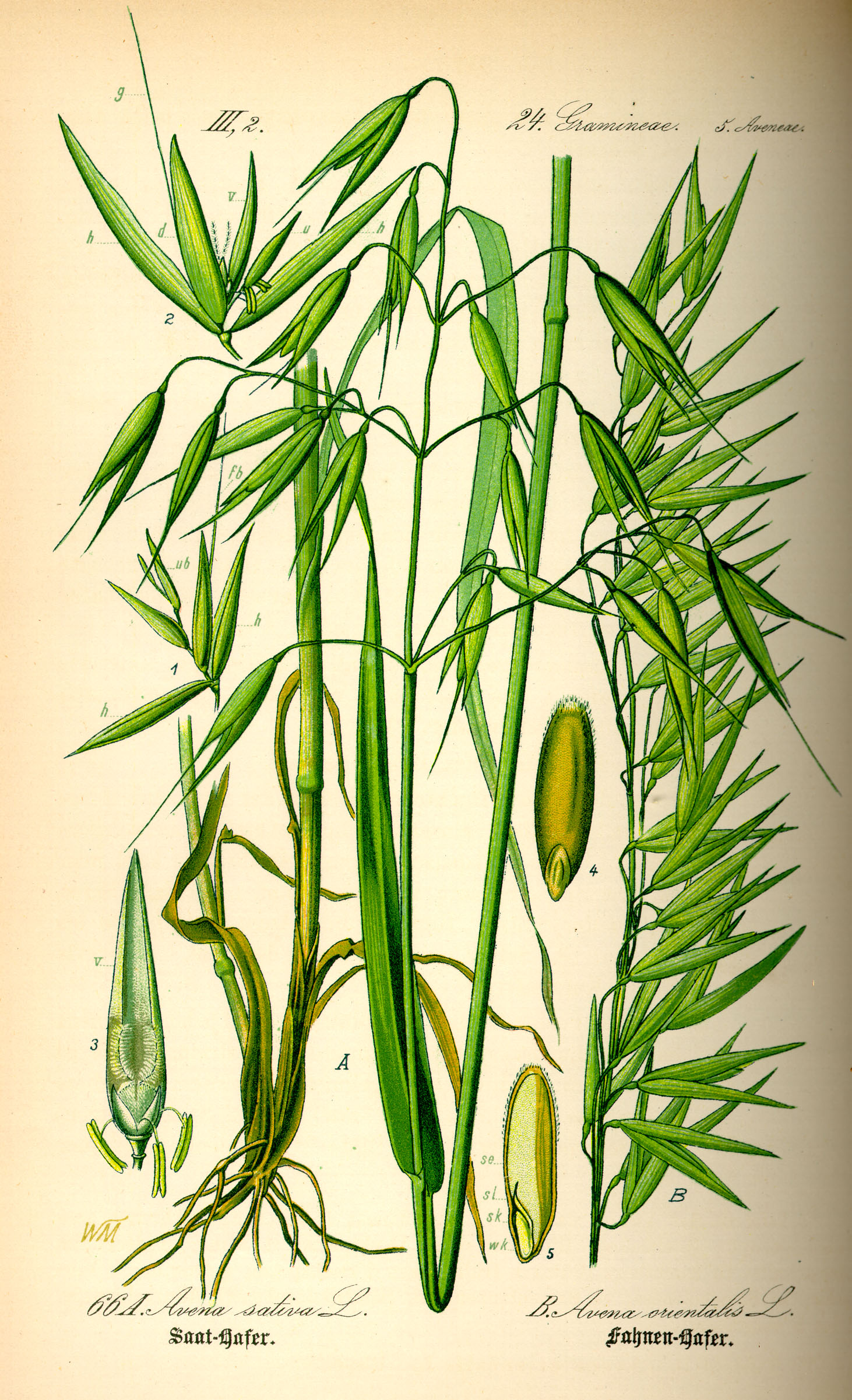
گیاه یولاف (جو دوسر)

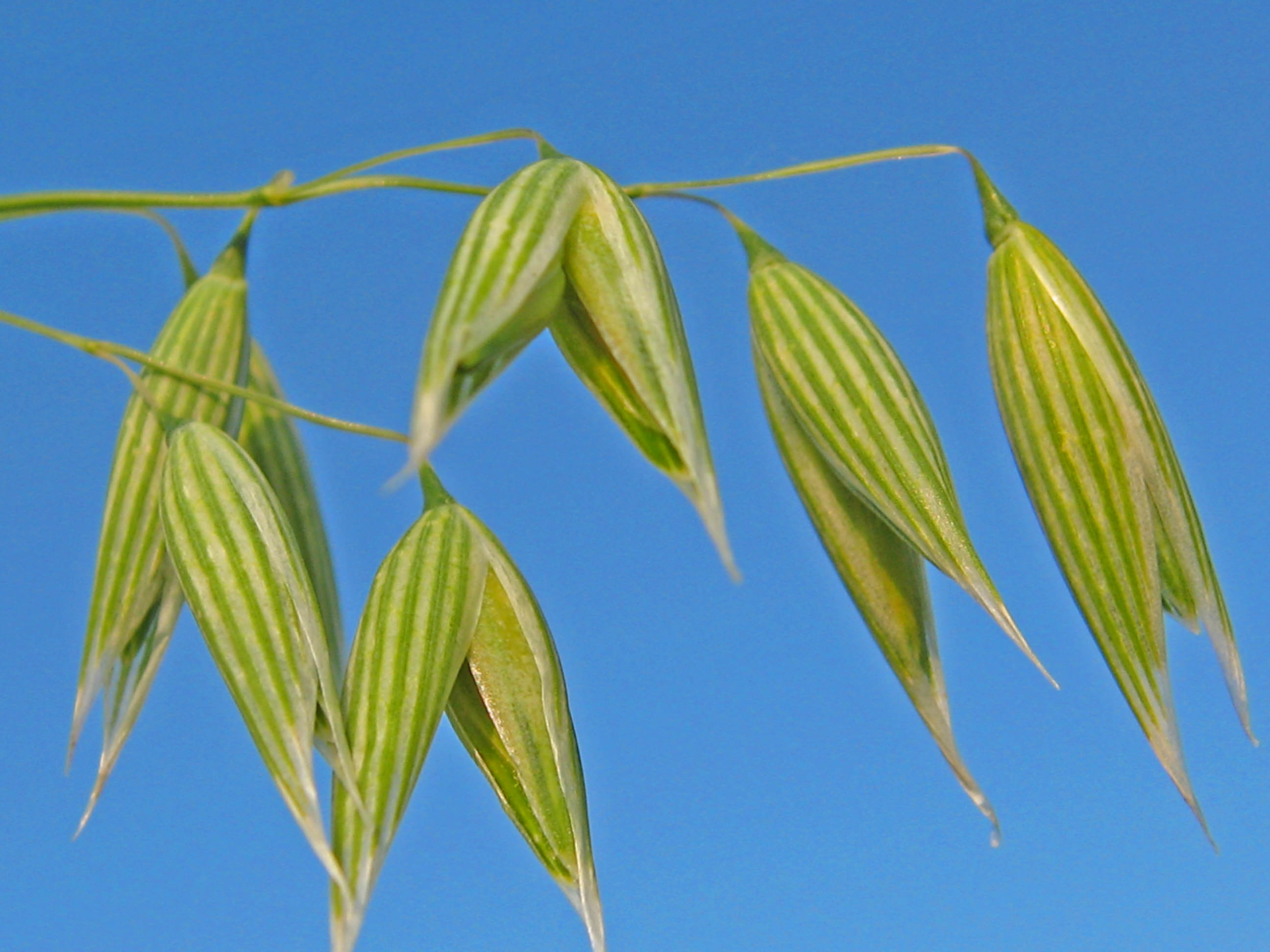
جو دوسر

جو دَوْسَر یا یولاف (Avena sativa)، گونه‌ای از غلات متعلق به تیره گندمیان (Poaceae) است. این گیاه یک‌ساله، علفی و مقاوم به شرایط آب‌وهوایی سرد است. جو دوسر در قالب‌هایی چون اوتمیل (بلغور پخته‌شده)، آرد جو دوسر، شیر جو دوسر، گرانولا و محصولات بدون گلوتن مصرف می‌شود. این غله سرشار از فیبر محلول، به‌ویژه بتا-گلوکان، پروتئین گیاهی، آنتی‌اکسیدان‌ها، ویتامین‌های گروه B و مواد معدنی مانند منیزیم، فسفر و آهن است. پژوهش‌ها نشان داده‌اند که مصرف منظم جو دوسر می‌تواند در کاهش کلسترول، تنظیم قند خون، بهبود سلامت دستگاه گوارش و مدیریت وزن مؤثر باشد.
در گذشته، جو دوسر عمدتاً به عنوان خوراک دام، به‌ویژه برای اسب‌ها، کشت می‌شد، اما در دهه‌های اخیر به دلیل ارزش بالای تغذیه‌ای، مصرف انسانی آن نیز به‌طور چشم‌گیری افزایش یافته‌است.

## واژه شناسی
دَوْسَر از عربی اخذ شده است. در سریانی به آن ܕܫܪܐ (dešrā) می‌گویند. یولاف از زبان پارتی یَواَرداو (yawardāw) است.

## خصوصیات گیاه‌شناسی
یولاف تک‌لپه‌ای و یک‌ساله است و ارتفاع آن به ۱ متر می‌رسد. دانه‌ها درون پوسته (یا سبوس) قرار دارند و با کرک (تریکوم) پوشانده شده‌اند. برگهای آن باریک است و قسمت پایینی آنها به صورت غلافی دور ساقه را احاطه می‌کند. خوشه‌ها به دو قسمت تقسیم می‌شوند و به همین دلیل یولاف به جو دوسر هم معروف است.
ساختمان ظاهری یولاف با شرایط محیطی تغییر می‌کند؛ مثلاً در نواحی پست و شنی هر بوته چند ساقه باریک دارد، برگها کوتاه و سخت هستند و غلاف برگ را کرک‌هایی پوشانده‌است. ولی در زمین‌های حاصلخیز و مرتفع بوته‌ها یک ساقه نسبتاً قوی دارند، برگها بلند هستند و غلاف‌ها غالباً کرک ندارند.

## ارزش غذایی و دارویی
جو دوسر به دلایل مختلفی سالم در نظر گرفته می‌شود:
1. غنی از مواد مغذی: جو دوسر منبع خوبی از مواد مغذی مهم مانند فیبر، پروتئین، ویتامین‌ها (به ویژه ویتامین‌های گروه B) و مواد معدنی (از جمله منگنز، فسفر، منیزیم و آهن) است.
2. پر فیبر: این جو یک منبع غنی از فیبر محلول به نام بتا گلوکان است که با فواید سلامتی مختلفی از جمله بهبود سلامت قلب و هضم مرتبط است.
3. ممکن است به کاهش وزن کمک کند: محتوای فیبر موجود در جو دوسر می‌تواند به شما کمک کند برای مدت طولانی تری احساس سیری کنید، که ممکن است با کاهش کلی کالری دریافتی، به مدیریت وزن کمک کند.
4. ممکن است سلامت قلب را بهبود بخشد: جو دوسر ممکن است به کاهش سطح کلسترول و بهبود سلامت قلب به دلیل محتوای فیبر محلول بالا و سایر ترکیبات مفید کمک کند.
5. ممکن است به تنظیم سطح قند خون کمک کند: فیبر محلول موجود در جو دوسر می‌تواند جذب قند را در جریان خون کند کند، که ممکن است به تثبیت سطح قند خون و کاهش خطر ابتلا به دیابت نوع ۲ کمک کند.

دانه‌های یولاف مقدار زیادی کربوهیدرات و اسیدهای چرب (مانند اسید پالمتیک، اسید اولئیک و اسید لینولئیک) دارند. ارقام اصلاح شده یولاف ۱۸ درصد چربی دارند یعنی دو برابر مقدار چربی ارقام قدیمی. روغن یولاف خوراکی است اما دارای مقدار زیادی آنتی‌اکسیدان است و بیشتر در تولید محصولات آرایشی و بهداشتی استفاده می‌شود.
برخی ارقام اصلاح شده یولاف از نظر ژ[بتاگلوکان]] غنی هستند و جو دوسر بتاگلوکان نامیده می‌شوند. بتاگلوکان در درمان دیابت نوع ۲ کاربرد دارد. همچنین مطالعات نشان می‌دهد مصرف بلغور یولاف میزان کلسترل بد خون (ال‌دی‌ال) را کاهش می‌دهد و میزان کلسترل خوب خون (اچ‌دی‌ال) را افزایش می‌دهد.
یولاف برخلاف گندم و جو، گلوتن ندارد و برای افراد حساس به گلوتن بی‌خطر است. امروزه خواص درمانی و تندرستی زیادی به یولاف نسبت داده می‌شود و به همین دلیل مصرف و مطالعات انجام شده بر روی آن افزایش یافته است.
جو دوسر از نظر طب قدیم ایران معتدل یعنی نه سرد است و نه گرم. البته عده‌ای عقیده دارند که این گیاه کمی خشک است.
جو دوسر با وجود محتوای کربوهیدرات به دلیل چندین عامل کلیدی اغلب در رژیم‌های کاهش وزن استفاده می‌شود:
1. محتوای فیبر بالا: جو سرشار از فیبر غذایی، به ویژه فیبر محلول به نام بتا گلوکان است. این نوع فیبر می‌تواند به افزایش احساس سیری و سیری کمک کند، که می‌تواند با جلوگیری از پرخوری، مصرف کلی کالری را کاهش دهد.
2. هضم آهسته: فیبر موجود در جو دوسر روند هضم را کند می‌کند و منجر به آزاد شدن تدریجی گلوکز در جریان خون می‌شود. این به حفظ سطح قند خون پایدار کمک می‌کند و احتمال افزایش انسولین و ذخیره چربی بعدی را کاهش می‌دهد.
3. شاخص گلیسمی پایین: جو به‌طور کلی دارای شاخص گلیسمی پایینی است، به این معنی که باعث افزایش آهسته و پایین‌تر قند خون در مقایسه با غذاهای با گلیسمی بالا می‌شود. این می‌تواند برای مدیریت وزن و کاهش گرسنگی مفید باشد.
4. تراکم مواد مغذی: جو دوسر سرشار از مواد مغذی است و ویتامین‌ها، مواد معدنی و آنتی‌اکسیدان‌های ضروری را فراهم می‌کند در حالی که کالری نسبتاً کمی دارد. این باعث می‌شود آنها مکملی سالم برای رژیم کاهش وزن باشند و مواد مغذی لازم را بدون دریافت کالری بیش از حد فراهم کنند.
5. تطبیق پذیری و سیری: جو را می‌توان به روش‌های مختلف تهیه کرد و با سایر مواد سالم مانند میوه‌ها، آجیل و دانه‌ها ترکیب کرد و آن را به یک گزینه غذایی همه‌کاره و رضایت بخش تبدیل کرد. یک وعده غذایی رضایت بخش می‌تواند به جلوگیری از میان‌وعده‌های غیر ضروری و پرخوری کمک کند.

در مجموع، ترکیب این عوامل باعث می‌شود جو دوسر با وجود محتوای کربوهیدرات، غذایی مفید برای کاهش وزن باشد. نکته کلیدی، توانایی آنها برای تقویت سیری، تأمین انرژی ثابت و ارائه مواد مغذی ضروری است که همگی از کاهش وزن سالم و پایدار حمایت می‌کنند.
خواص جو دوسر برای سلامتی بدن
. افزایش سلامت قلب از خواص جو دو سر است

## کشت
یولاف بومی مناطق معتدل غرب آسیا و شرق اروپاست اما امروزه روسیه و کانادا هر کدام با تولید ۲۰٪ یولاف جهان، بزرگ‌ترین تولیدکنندگان این غله هستند و لهستان، فنلاند، استرالیا و انگلستان در مقامهای بعدی قرار دارند. در ایران مرکز تولید جو دوسر استان اصفهان است اما کشت آن به صورت گسترده وجود ندارد و این گیاه بیشتر به صورت علف هرز در کشتزارهای گندم و جو می‌روید.
در حدود ۹۰٪ یولاف جهان به مصرف خوراک دام می‌رسد و وقتی هنوز سبز است برداشت می‌شود. این زمانی است که پروتئین یولاف بیشترین مقدار خود را دارد.

## یولاف وحشی
یولاف وحشی در بسیاری از مناطق تولید غله دانه‌ریز جهان به صورت علف هرز می‌روید و با دامنه گسترده‌ای از شرایط اقلیمی و خاکی سازگار شده‌است. از بین گونه‌های عمده یولاف وحشی گونه Avena fatua عمومیت بیشتری دارد. تناوب‌گذاری با محصولات علوفه‌ای و آیش‌گذاری طولانی زمین از راه‌های مبارزه با این علف هرز هستند.